# Teucholabis subclara
Teucholabis subclara är en tvåvingeart som beskrevs av Alexander 1971. Teucholabis subclara ingår i släktet Teucholabis och familjen småharkrankar.
Artens utbredningsområde är Panama. Inga underarter finns listade i Catalogue of Life.